# Buližník

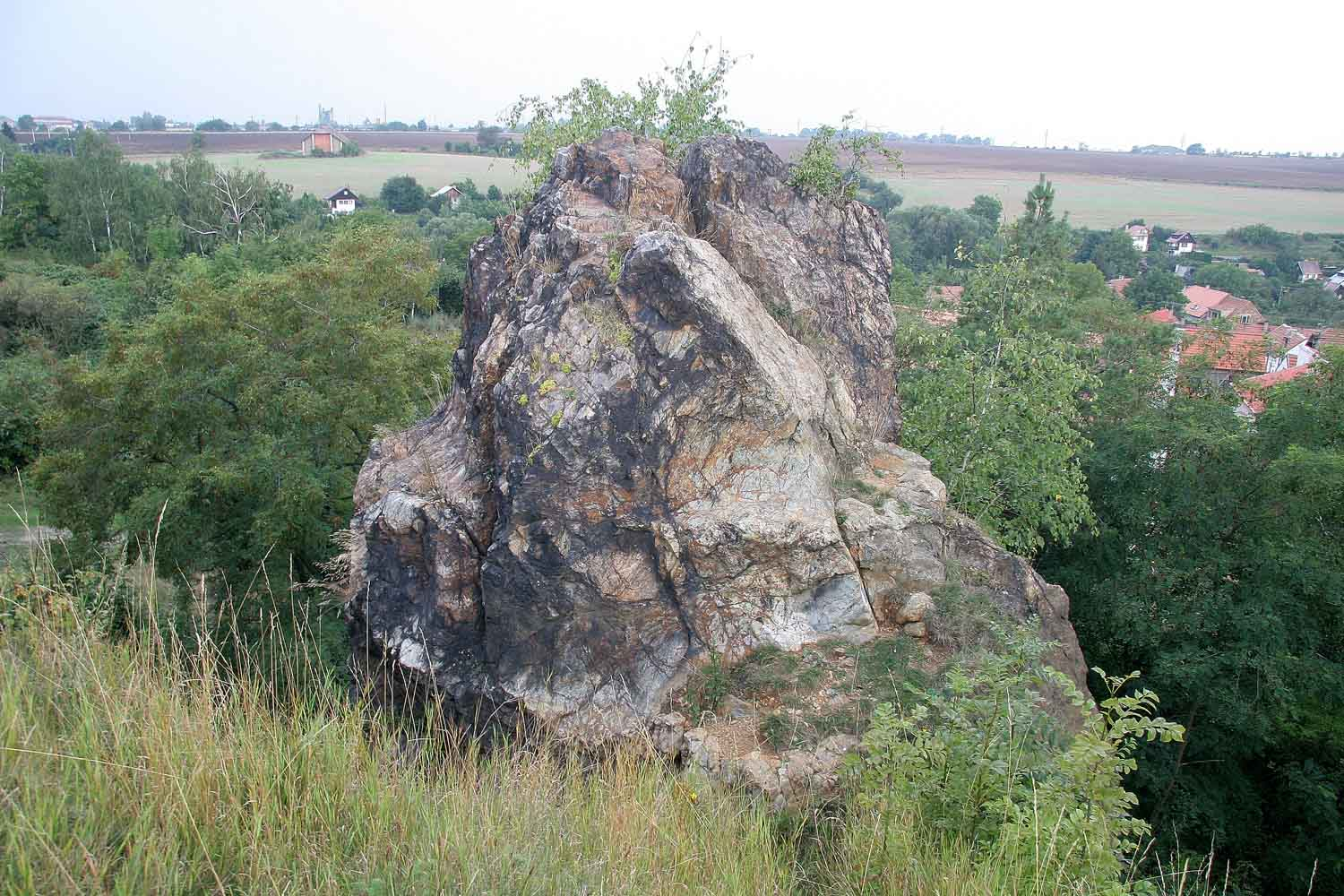
Buližníkový ostroh Kněživka u Tuchoměřic

Buližník (lydit) je vžité označení usazené křemité horniny (silicitu) pocházející ze starohor, používané zejména v oblasti českého masivu. Tvoří jej převážně krystalický oxid křemičitý ve formě křemene, chalcedonu či opálu. Má černou nebo šedavou barvu a vysokou tvrdost, pro kterou jej používali někdy pravěcí lidé místo pazourků. Pro svou tvrdost byl taktéž používán jako prubířský kámen. Ve stavebnictví se používá jako kamenivo. Častou příměsí je grafit organického původu, někdy bývají zastoupeny i další stopové prvky (V, Cr, Ba, Pb, Sr, Se, Ti, Cu aj.)
Buližníky se hojně vyskytují v usazených vrstvách ve středních a západních Čechách, kde tvoří protáhlá čočkovitá tělesa o rozměrech v řádu stovek metrů. Tato tělesa bývají soustředěna v pruzích sledovatelných na mnohakilometrové vzdálenosti. Díky své odolnosti vůči zvětrávání a erozi tvoří v krajině vyvýšeniny a skaliska. Buližníky tvoří jednak masivní tělesa, dále laminované až vrstevnaté polohy, nebo výrazně brekciované textury s polohami stromatolitických textur.
Na vznik buližníků existují různé názory, ačkoli autoři se vesměs shodují, že k jejich tvorbě přispěly hydrotermální roztoky spjaté s vulkanickou činností. Podle jedné hypotézy jsou buližníky pojímány jako biochemické horniny vzniklé srážením gelu kyseliny křemičité z horkých pramenů za přispění mikroorganismů. Podle druhé hypotézy jde taktéž o biochemickou horninu, avšak vznik buližníku je vysvětlován silicifikací (prokřemeněním) karbonátů v rané fázi diagenetických přeměn. Podle třetí koncepce se jedná o běžné usazené horniny (např. břidlice), které byly druhotně prokřemeněny.
V buližnících byly nalezeny tence páskované stromatolitické struktury a jiné mikrofosilie. To svědčí o tom, že buližníky mohly vznikat i ve velmi mělkém pobřežním prostředí v zátokách a na svazích sopek. Jindy jsou tyto struktury vysvětlovány vznikem v prostředí hlubokomořských kuřáků. V terénu však výskyt buližníků nemusí být přímo vázaný na vulkanická tělesa.

## Příklady výskytu buližníku

### Česko
- Čičovický kamýk u Číčovic
- Divoká Šárka v Praze – Liboci
- Fajmanovy skály a Klenky
- Hudlická skála
- Kněživka u Tuchoměřic
- Pazderna – silicitový hřbítek
- vrch Radyně u Plzně
- vrch Ostrá Hůrka u Plzně
- Tupadelské skály u Klatov
- Velká skála v Praze – Troji
- skála Vlčtejn
- Vraní skála u Zdic
- Zdická skalka u Kublova
- menhir Zkamenělý slouha – Praha 8
- Rusavky u Kralup nad Vltavou
- Lobkovice u Neratovic